# Balići
Balići su naseljeno mjesto u općini Novi Travnik, Federacija Bosne i Hercegovine, BiH.

## Zemljopis
Smješteno je istočno od Novog Travnika, ispod triju brda koja se zovu Kuk, Gradina (iznad zaseoka Čarića) i Grad. Susjedna sela su Bučići, Stojkovići i Nević Polje. Zaseoci u Balićima su Čarići, Komarda, Gornji Balići koje u najnovije vrijeme zovu Abesinija te Donji Balići.

### Vode
Tri su izvora: Kula, Brizanac i Balićka voda. Kula se zove po nekoj kuli u blizini izvora. Za Brizanac je vezana predaja o ljekovitosti i vjerovanje i da pomaže kod bolesti grla. Jedina tekućica koja protječe kroz selo je Balićki potok.

## Povijest
Iz imena brda iznad sela Gradina i Grad vidljivo je da je kraj bio naseljen u dalekoj prošlosti, no nisu sačuvani nikakvi ostatci. Ispod Gradine je ledina preko koje vodi put, vjerojatno još i u dalekoj prošlosti. Po imenu Stražvica proizlazi da je ovdje nekad bila bila isturena straža koja je zaprječavala ulaz neželjenom došljaku. Na Gradini je bio u prošlosti i izvor što je u davnoj prošlosti davalo uvjete za odsudnu i dugotrajnu obranu od neprijatelja. 
Sačuvana agrarna toponomastika daje temelja zaključku da je ovdje u srednjovjekovnoj državi Bosni bilo vlasteoske zemlje koja se obrađivala rabotom ili kulukom, što potvrđuju lokaliteti Zgon i Stup koji se nalaze u današnjim Donjim Balićima. Prema predaji starije ime sela je Neretljaci, što indicira na Neretvu, a po predaji su prvi doseljenici bili iz Hercegovine i čini se da je predaja istinita. Prema nekim tumačenjima ime Balići dolazi od riječi balija, i da su tu ranije živjeli muslimani, na kojih je trag zapušteno vrlo staro tursko groblje. U osmanskim vremenima bila su dvije kule, jedna kod izvora Kule, a druga na mjestu gdje je danas kuća Franje Kolara. Novo naselje začeto je u zaseoku Gornji Balići, na što ukazuje toponim Selište. Na Komardi je u relativno novije vrijeme osnovano katoličko groblje ispod brda Gradina. Po popisu iz 1880.god u Balićima je bilo 38 kuća koje je nastanjivalo 281 žitelja i to svi katoličke vjere. 1928. godine počela je gradnja kapele i zvonika. Zvonik kapele visok je 8 metara. Na tom groblju je Fra Franjin grob, grob ujaka fra Franje Zubića (1822. – 1871.), potomka bosanske plemićke obitelji Zubića. Na njegov je grob postavljena spomen-bista 22. srpnja 1928. godine. Izrađena je po sjećanju svjedoka, a djelo je akademskog kipara Ivana Ekerta iz Travnika. 1929. godine postavljen je križ pokraj puta na lokalitetu Raskršće (poslije u Donjim Balićima) nekom Mlakić Markanu koji je na tom mjestu poginuo. Najmlađi zaseok su Donji Balići, nastao je tek iza 1945. godine. Preko puta Raskršća je veliko zapušteno muslimansko geoblje površine od 3500 m. Uništeno je kad je građena današnja osnovna škola 1959.godine. Tad je veliki broj nišana je ugrađen u školu kao građevinski materijal. Ovo selo nalazilo se na pravcu jednog starog puta imena Čaršija koji je vodio od Bugojčića na lokalitet Mašeta i tu se račvao u dva pravca. Jedan je vodio ka Velikoj ili Bučićkoj ravni, a drugi na Gornje Baliće. Tzv Henski put prolazio je kroz Baliće. Obasu se puta spajala u Gornjim Balićima gdje na imanju porodice Palavra je lokalitet Carina. Nije sigurno reći da je ovo dio neke važne prometnice, no poznata je činjenica da je carinska služba bila organizirana na ovakvim putevima. Broj stanovnika brzo je rastao. Popisom 1910.godine izbrojane su 54 kuće i 349 stanovnika, popisom 1948. 88 kuća i 534 stanovnika, a popisom 1971. 175 domaćinstava s 888 stanovnika.
Danas na tzv. mladi utorak bolesnici iz svih krajeva Bosne, svih vjera, dolaze ovamo hodočastiti na njegov grob da nađu lijeka svojoj bolesti. Grob mu obilaze na koljenima obilaze.

## Stanovništvo

### Popisi 1971. – 1991.
| Balići             |              |              |              |
| godina popisa      | 1991.        | 1981.        | 1971.        |
| Hrvati             | 572 (96,94%) | 495 (98,01%) | 879 (98,98%) |
| Muslimani          | 16 (2,71%)   | 0            | 1 (0,11%)    |
| Srbi               | 0            | 0            | 3 (0,33%)    |
| Jugoslaveni        | 0            | 3 (0,59%)    | 1 (0,11%)    |
| ostali i nepoznato | 2 (0,33%)    | 7 (1,38%)    | 4 (0,45%)    |
| ukupno             | 590          | 505          | 888          |

### Popis 2013.
| Balići             |              |
| godina popisa      | 2013.        |
| Hrvati             | 768 (93,54%) |
| Bošnjaci           | 11 (1,34%)   |
| Srbi               | 1 (0,12%)    |
| ostali i nepoznato | 41 (4,99%)   |
| ukupno             | 821          |